# George Notenboom
Gregorius Andreas Marie (George) Notenboom (Roosendaal, 1906 – Roosendaal, 1987) was een Nederlands kunstenaar en graficus.
Notenboom werd geboren in de Molenstraat. Na de avondopleiding aan de Gemeente-Teekenschool in zijn geboorteplaats vervolgde hij zijn studie aan onder meer de Rooms-Katholieke Leergangen te Tilburg en de Koninklijke Academie van Beeldende Kunsten in Den Haag. Later vestigde hij zich in Rotterdam, waar hij leraar technisch tekenen werd aan de R.K. Nijverheidsschool St Joseph. Hieraan was hij tot 1966 verbonden; eerst als leraar tekenen, later als adjunct-directeur. Naast zijn werkzaamheden als leraar bleef hij zich als grafisch kunstenaar ontwikkelen. Hij vervaardigde prenten in diverse technieken, houtsnede, linosnede, litho en ets. Hij was lid van de Haagse kunstenaarssociëteit Arti et Industriae en nam deel aan verschillende groepstentoonstellingen. Van 18 december 1953 tot 11 januari 1954 exposeerde hij met Johan van Berkel, Wim Chabot, Frans Fritschy, Henri Hoogewegen, Kees van der Laan, Thomas Nix, Adriaan van der Plas, Antoon Winkel, Maria Winkel-Hendriks en Bob Zijlmans op de ledententoonstelling van de Algemene Katholieke Kunstenaars Vereniging in het Groothandelsgebouw in Rotterdam. De werkende mens is een geregeld terugkerend thema in het werk van Notenboom, waarbij de werker zwoegend wordt afgebeeld. Notenboom was diep gelovig en aan een groot deel van zijn werk lag daarom een religieus thema ten grondslag.
- Biografisch Portaal: 86073584
- International Standard Name Identifier: 0000 0003 9529 3629
- Nederlandse Thesaurus van Auteursnamen: 301907498
- RKD-Nederlands Instituut voor Kunstgeschiedenis: 60002
- Virtual International Authority File: 289935703
- WorldCat: E39PBJwdghCK4p3jXXRTtyYgKd